# Jarkko Määttä
Jarkko Määttä, né le 28 décembre 1994 à Iisalmi, est un sauteur à ski finlandais.

## Biographie
Il est membre du club Kainuun Hiihtoseura
En équipe nationale depuis 2008, il prend part à son premier championnat du monde junior en 2010 et fait ses débuts en Coupe du monde en novembre 2010 à Kuusamo.
En 2011, il connaît le premier succès important de sa carrière junior en remportant la médaille d'or en individuel au Festival olympique de la jeunesse européenne. Cette année, il monte aussi sur son premier podium en Coupe continentale à Kuopio, lieu où il remporte aussi sa première manche an août 2013.
En janvier 2014, il obtient son premier top 10 en Coupe du monde en terminant neuvième à Innsbruck. Il participe aux Jeux olympiques de Sotchi un mois plus tard, où il est 33e et 43e en individuel. En mars 2015, il devient champion de Finlande pour la première fois sur le grand tremplin.
Lors du Grand Prix d'été 2015, il est notamment quatrième du concours de Hakuba. Lors de la saison 2015-2016, il ne marque aucun point dans la Coupe du monde (au mieux 46e), avant de gagner une épreuve de Coupe continentale estivale en 2016 à Kuopio.
Aux Jeux olympiques d'hiver de 2018, il est 37e sur le grand tremplin et huitième par équipes.
Aux Championnats du monde 2019 à Seefeld, il obtient notamment le 19e rang sur le petit tremplin.

## Palmarès

### Jeux olympiques
| Épreuve / Édition | Sotchi 2014 | Pyeongchang 2018 |
| Petit tremplin    | 33e         |                  |
| Grand tremplin    | 43e         | 37e              |
| Par équipes       | 8e          | 8e               |

### Championnats du monde
| Épreuve / Édition | Épreuve / Édition | Falun 2015 | Lahti 2017 | Seefeld 2019 |
| Petit tremplin    | Petit tremplin    | 34e        | 35e        | 19e          |
| Grand tremplin    | Grand tremplin    | 22e        | 27e        | 50e          |
| Par équipes       | mixtes PT         | 10e        | -          | 11e          |
| Par équipes       | GT                | 9e         | 6e         | 10e          |

Légende PT = petit tremplin, GT = grand tremplin

### Championnats du monde de vol à ski
| Épreuve / Édition | Oberstdorf 2018 | Planica 2020 |
| Individuel        | -               | 37e          |
| Par équipes       | 8e              | 8e           |

### Coupe du monde
- Meilleur classement général : 32e en 2015.
- Meilleur résultat individuel : 8e.

#### Différents classements en Coupe du monde
| Année     | Classement général final |
| 2010-2011 | 82e                      |
| 2013-2014 | 56e                      |
| 2014-2015 | 32e                      |
| 2016-2017 | 50e                      |
| 2018-2019 | 73e                      |
| 2020-2021 | 71e                      |

### Festival olympique de la jeunesse européenne
- Médaille d'or en individuel à Liberec en 2011.
- Médaille d'argent par équipes en 2011.

### Coupe continentale
- 3 podiums, dont 2 victoires.